# Michelle Bonev
Michelle Bonev (ur. jako Dragomira Bonewa Janewa, bułg. Драгомира Бонева Янева, 1 października 1971 w Burgasie) – bułgarska aktorka, modelka, scenarzystka, reżyserka, producentka filmowa i pisarka.

## Życiorys
Rozpoczęła karierę artystyczną w wieku 14 lat jako modelka w Bułgarii. Następnie od 1990 roku mieszkała we Włoszech, gdzie pracowała jako modelka w Mediolanie. W 1997 roku wyjechała do Stanów Zjednoczonych. Mieszkała w Nowym Jorku, Miami i Los Angeles, gdzie studiowała aktorstwo oraz na kierunku konsultanta wizerunku w świecie rozrywki. W 2002 roku powróciła do Włoch, gdzie zamieszkała w Rzymie. Wkrótce rozpoczęła pracę jako aktorka, scenarzysta, reżyserka i producentka – najpierw w telewizji, a następnie w kinie. W 2003 roku zadebiutowała na kanale RAI jako prowadząca Festiwal Piosenki Włoskiej razem z Pippo Baudo. W tym samym roku opublikowała swoją autobiograficzną powieść „Drzewa bez korzeni”.
W 2004 roku zadebiutowała w filmie Pasja w reżyserii Mela Gibsona, wcielając się w rolę kobiety przy sądzie Heroda. W 2010 roku wyreżyserowała i zagrała główną rolę w filmie Żegnaj, mamo.

## Nagrody
- 2010 r. – Action for women, na gali 67. edycji Festiwalu Filmowego w Wenecji[5][6]

## Filmografia

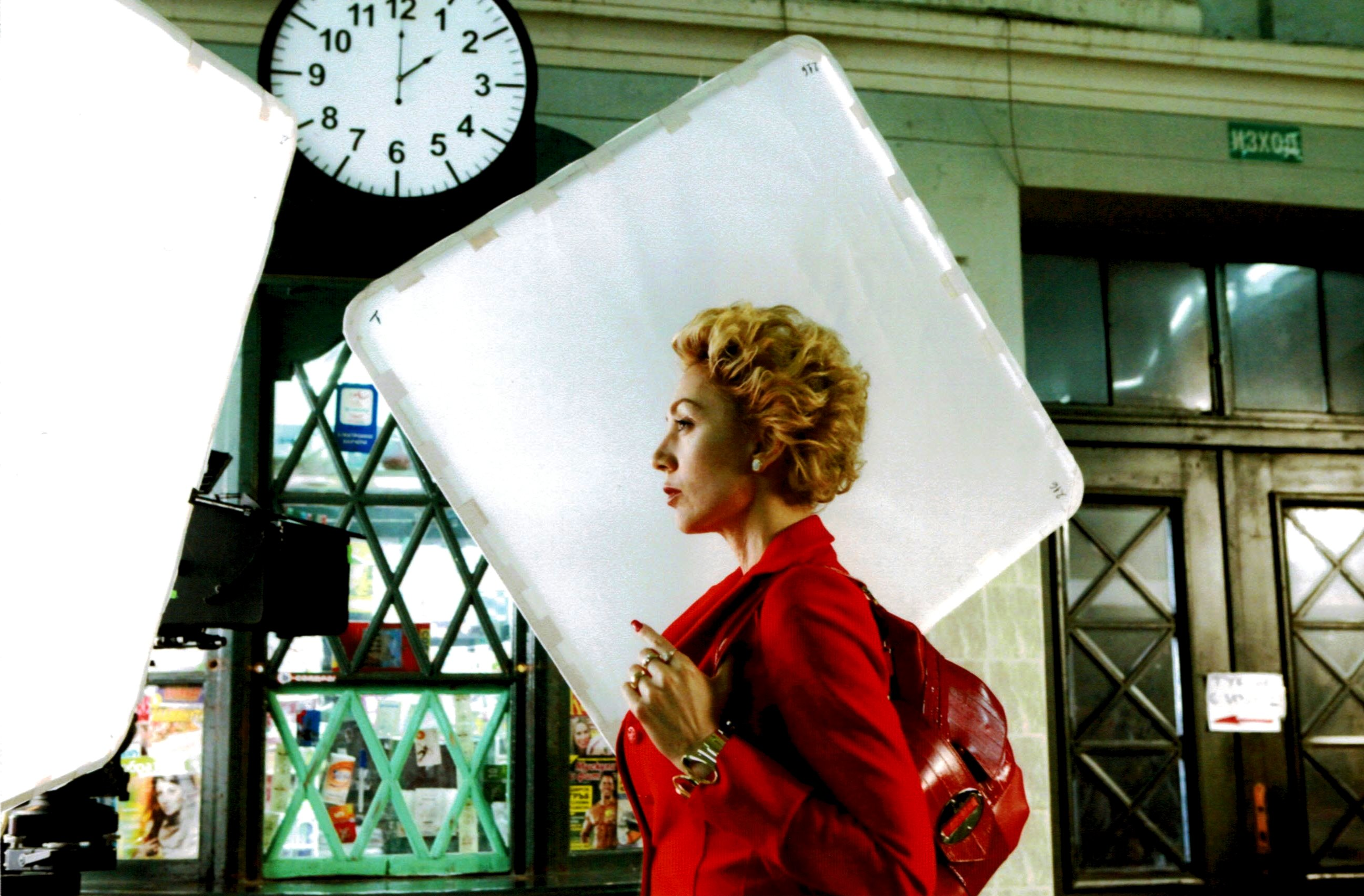
Michelle Bonev w filmie Żegnaj, mamo

### Kino
| Rok  | Tytuł        | Rola            |
| ---- | ------------ | --------------- |
| 2004 | Pasja        | nadworna Heroda |
| 2007 | Żegnaj, mamo | Jana            |

### Telewizja
| Rok  | Tytuł                         | Rola              |
| ---- | ----------------------------- | ----------------- |
| 2004 | Mai storie d’amore in cucina  | Karin             |
| 2005 | La Bambina dalle mani sporche | Elena             |
| 2006 | Tam, gdzie szybują orły       | Giulia Spadafora  |
| 2007 | Operazione pilota             | Laura Rigamonti   |
| 2008 | Artemisia Sanchez             | Artemisia Sanchez |
| 2013 | Kobiety w sztuce              | Olivia Cosmo      |